# Järnvägsolyckan i Szczekociny
Järnvägsolyckan i Szczekociny inträffade den 3 mars 2012 då två passagerartåg frontalkrockade nära staden Szczekociny i Schlesiens vojvodskap i Polen. Totalt bekräftades 16 passagerare omkomna och ytterligare 58 skadade.

## Olyckan
Runt klockan 21:15 (CET) den 3 mars kolliderade två passagerartåg (med totalt 350 passagerare i 10 vagnar) vid Chałupki nära staden Szczekociny i Schlesiens vojvodskap. Det ena tåget, ett TLK 31100 som kördes av PKP Intercity, var på väg norrut från Przemyśl mot Warszawa; det andra, ett InterRegio 13126 som kördes av Przewozy Regionalne, var på väg från Warszawa till Kraków. Vid tidpunkten pågick planerade banarbeten vid Szczekocinys järnvägsstation. En talesperson för de polska statliga järnvägarna sade att på grund av detta hade tåget mot Kraków kört på "fel spår".
Resultatet blev att en av vagnarna på tåget mot Warszawa sköts ihop som en fällkniv, medan de andra vagnarna spårade ur. Ett ögonvittne beskrev att vagnarna kolliderade som ett dragspel.

## Konsekvenser
Tjänstemän har bekräftat att olyckan lett till 16 dödsfall och att 50 personer skadats. Flera passagerare var utländska medborgare - från Ukraina, Spanien och Frankrike - även om ingen av dessa har bekräftats vara skadade.
Polens premiärminister Donald Tusk sade att olyckan var "[Polens] mest tragiska tågolycka på många, många år.", och att det var för tidigt för att spekulera i vad som orsakade olyckan. Han tillade att den mänskliga faktorn inte kan räknas bort som en tänkbar orsak till olyckan.